# HD193637
HD193637 — хімічно пекулярна зоря спектрального класу A5, що має видиму зоряну величину в смузі V приблизно  8,3.
Вона  розташована на відстані близько 860,6 світлових років від Сонця.

## Фізичні характеристики
Телескоп Гіппаркос зареєстрував фотометричну змінність  даної зорі з періодом    4,01 доби в межах від  Hmin= 8,94 до  Hmax= 8,38.